# Anders Jönsson i Bredgården

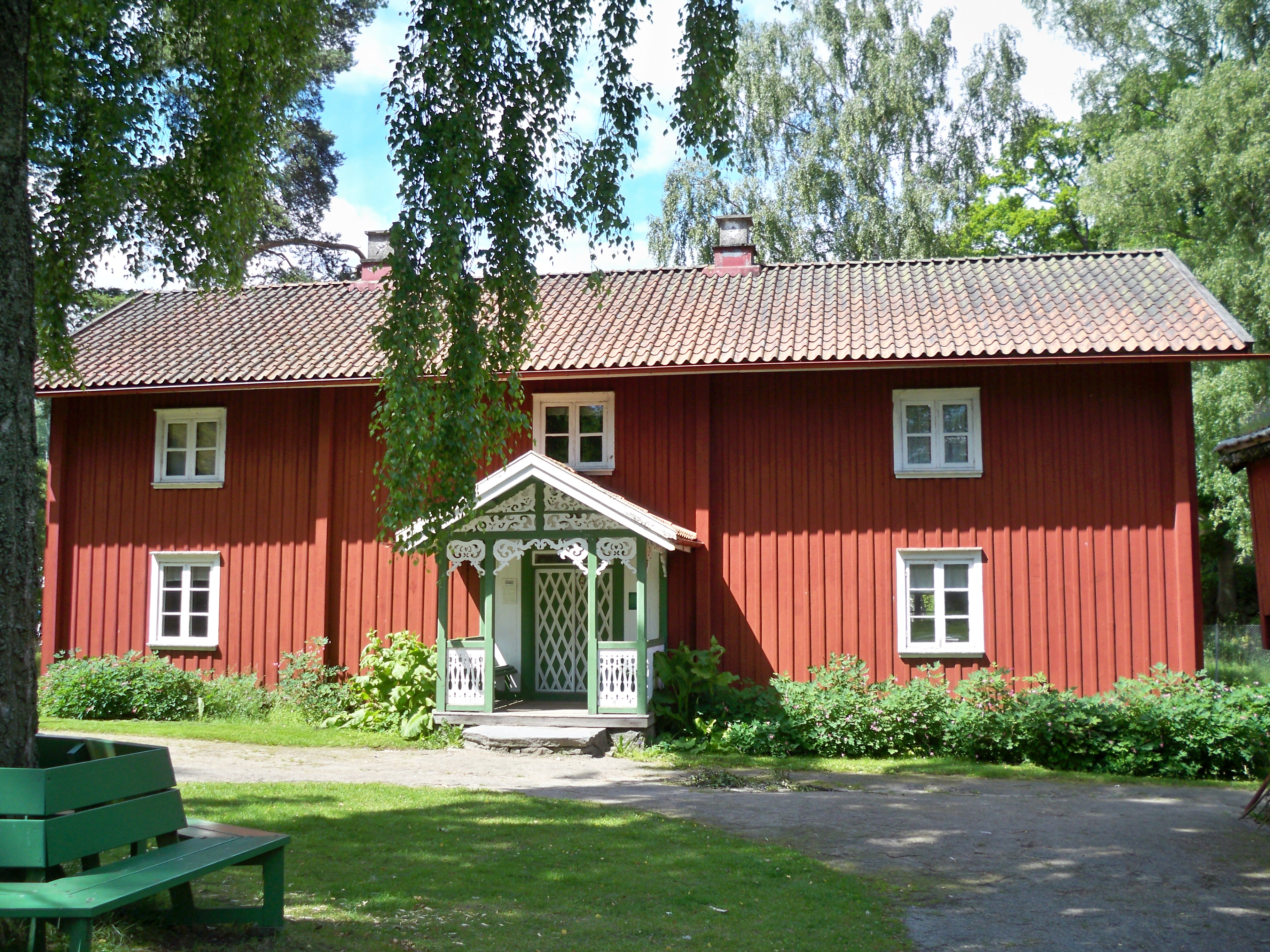
Anders Jönssons barndomshem, förläggar-gården Fällhult, som sedan 1950 finns i Borås museums historiska friluftssamling.

Anders Jönsson, född 20 februari 1816 i Holsljunga, död 27 december 1890 i Borås, var en textilförläggare, fabriksägare och riksdagsman. Anders Jönssons barndomshem Fällhult återfinns sedan 1950 i Borås museums friluftssamling av historiska byggnader. Byggnaden ses som en bärare av historia vad gäller Sjuhäradsbygdens förindustriella förläggarverksamhet, en verksamhet som Anders Jönsson bedrev efter sin far från mitten av 1800-talet. Den omnämnda Bredgården var en senare, större nybyggnad för samma typ av verksamhet. Den finns ännu kvar i Holsljunga och är idag privatbostad. År 1876 köpte Anders Jönsson hälften av aktierna i Borås väveriaktiebolag, sedermera Borås Wäfveri, och fick en framträdande roll i företagets tidiga historia. Som riksdagsman var han ledamot av första kammaren 1876–1877, invald i Älvsborgs läns valkrets.